# Ateaș, Bihor
Ateaș (maghiară Atyás, Biharatyás, Kisatyás, Mezőatyás, Pusztaatyás, Óatyás) este un sat în comuna Cefa din județul Bihor, Crișana, România.